# Stefan Lessard
Stefan Kahil Lessard (født 4. juni 1974) er en amerikansk musiker som spiller bas. Han kom med i Dave Matthews Band allerede da han var 16 år gammel, og har holdt ved lige siden. Stefan har 3 børn, 2 med sin nuværende kone.